# ロッジア・ディ・ランツィ

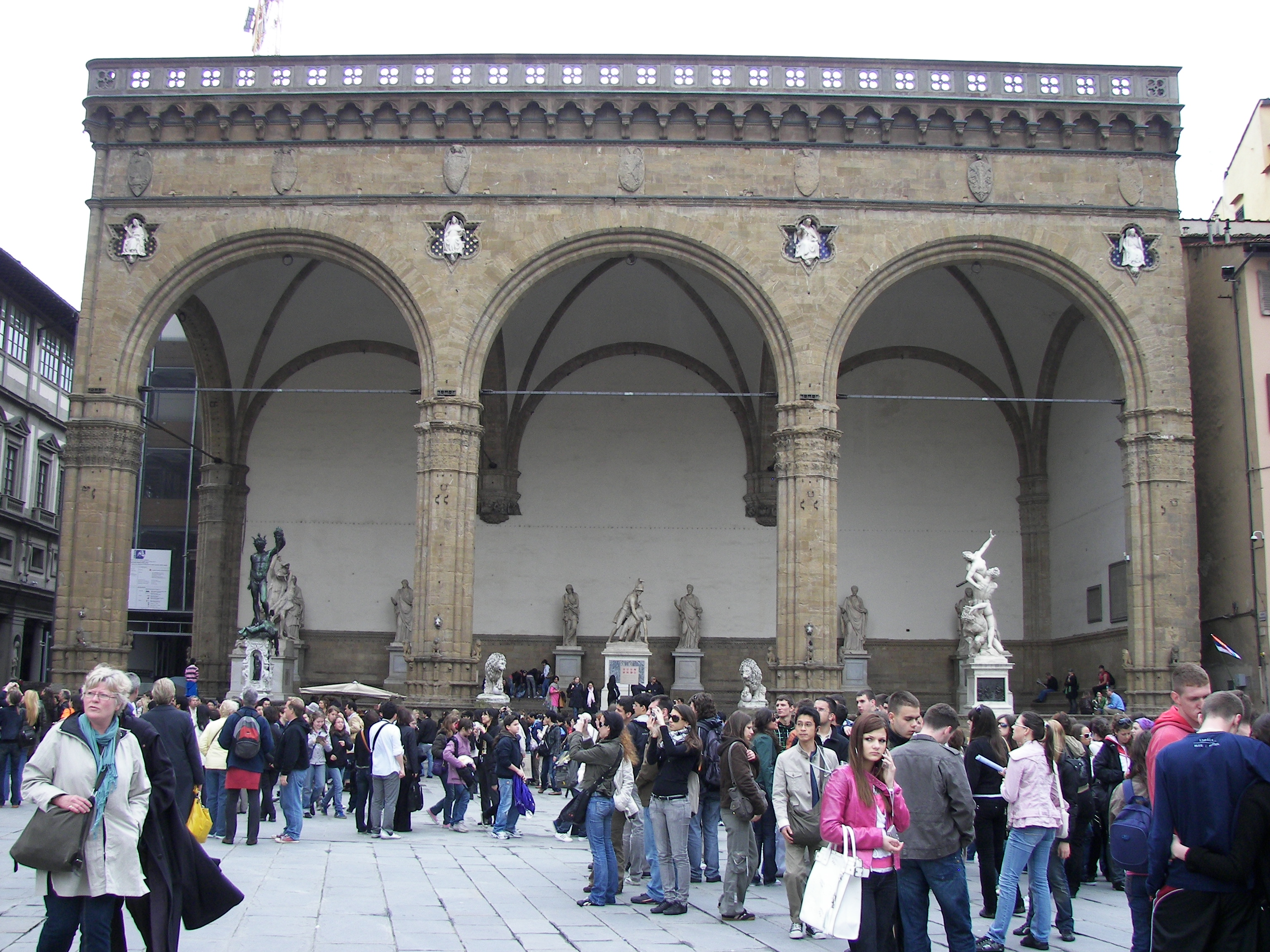
全景

ロッジア・ディ・ランツィ（Loggia dei Lanzi）またはランツィの回廊は、イタリアのフィレンツェにあるシニョリーア広場の角にある建物で、ウフィツィ美術館に隣接している。ロッジア・デッラ・シニョリーア (Loggia della Signoria)、シニョリーア回廊とも。幅広いアーチの開口部が通りに面していて、間口は3区画分、奥行きは1区画分である。アーチはコリント式柱頭のある束ね付柱で支えられている。この幅の広いアーチはフィレンツェ人にとって魅力的だったようで、ミケランジェロはシニョリーア広場全体をこのアーチで取り囲むことを提案したほど気に入っていたという。
時折、間違ってオルカーニャが設計したとされ「ロッジア・デロルカーニャ (Loggia dell'Orcagna)」と呼ばれることがあるが、実際には1376年から1382年にベンチ・ディ・チョーネとフランチェスコ・タレンティが建設したものである。設計はヤーコポ・ディ・チョーネと推定されており、ゴンファロニエーレの就任式などの公的な式典を催したり、市民の集会を行う場所として建てられた。
回廊の陽気な雰囲気は、重々しいヴェッキオ宮殿と好対照をなしている。屋根はあるが事実上、古代およびルネサンス美術の野外彫刻展示場になっている。
名称の「ランツィ」とは、コジモ1世治世下でこの建物をランツクネヒト（ドイツ人傭兵）が使ったことに由来する（ランツクネヒトが訛ってランツィになった）。すぐ後ろにウフィツィ美術館ができた後、ベルナルド・ブオンタレンティがこの建物の屋根を改造してテラスにし、メディチ家の王子たちがシニョリーア広場で行われる式典などを観覧する場所とした。

## 建築

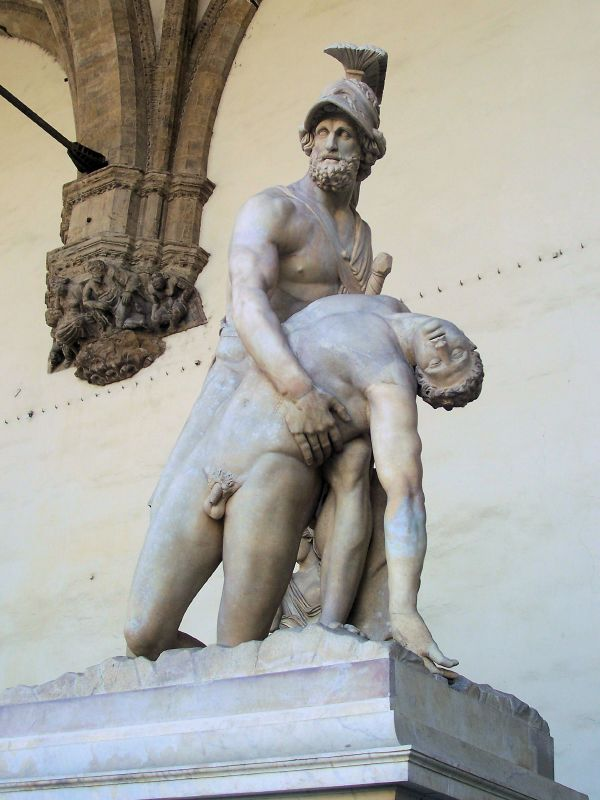
「パトロクロスを抱きかかえるメネラウス」は古代ローマの彫像を復元したもの

ファサードの上方、テラスの手摺の下には三つ葉模様形 (trefoil) の装飾が4つあり、そこにアーニョロ・ガッディによる「不屈さ」、「節制」、「正義」、「慎重さ」を表す力天使の寓意的像が設置されている。その背後の青いエナメル塗装は修道士Leonardoの手によるもので、金色の星は Lorenzo de' Bicci が描いたものである。半円をなしているヴォールトはフィレンツェの Antonio de' Pucci が作った。正面の階段を上がったところにフィレンツェの象徴である2体のマルゾッコ（大理石の獅子像）がある。向かって右は古代ローマ時代のもので、向かって左はフラミニオ・ヴァッカが1598年に制作したものである。これらは元々ローマのヴィラ・メディチにあったものだが、1789年にこのロッジアに設置された。
ロッジアの側面には1750年のラテン語の碑文があり、フィレンツェが1749年に暦をローマのものに合わせたことが記されている。そのためフィレンツェのその年は1月1日ではなく3月25日から始まった。1893年の碑文は、イタリア王国がミラノ（1865年）、ヴェネツィア（1866年）、ローマ（1871年）を併合した際に活躍したフィレンツェ人を記録している。

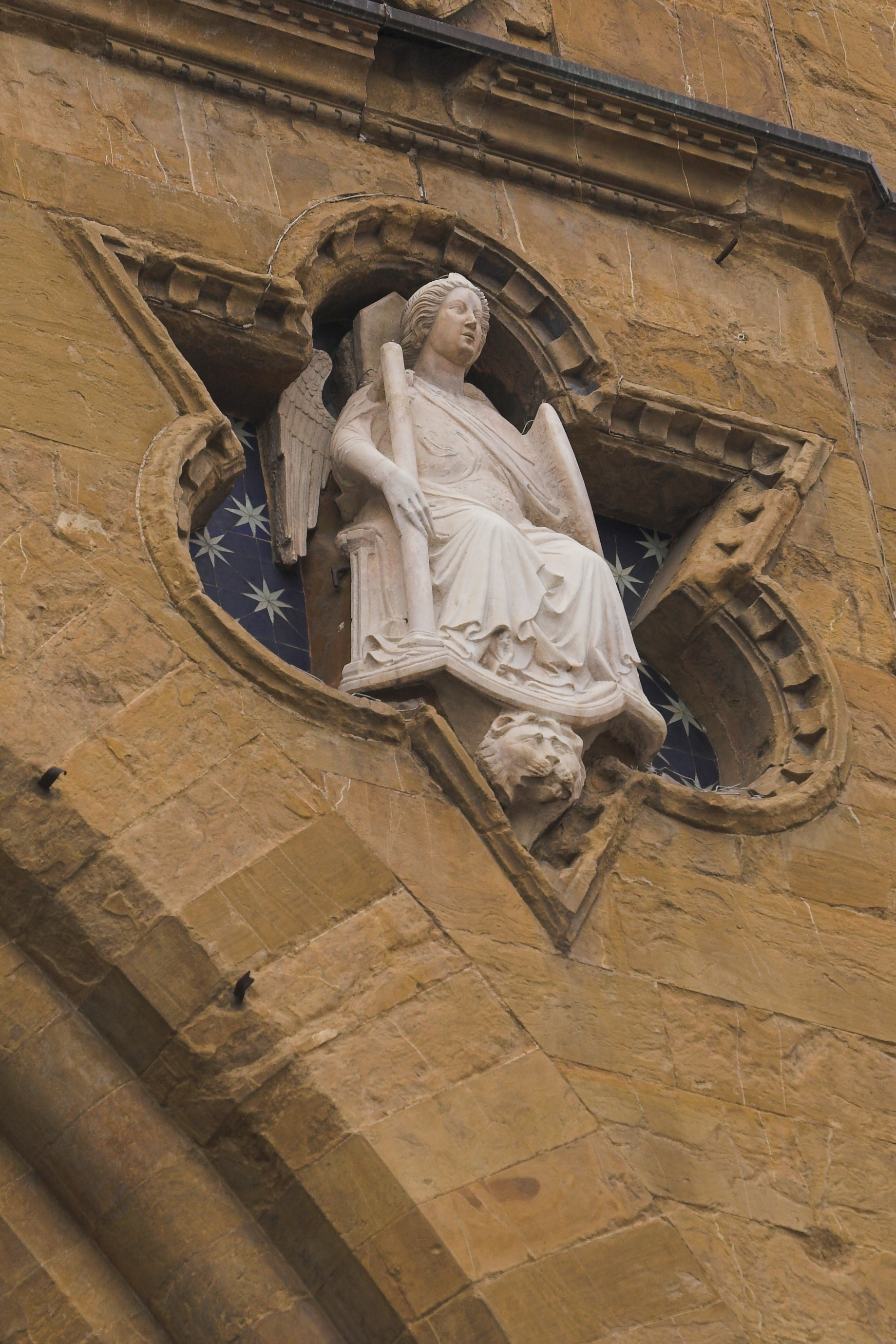
力天使 A
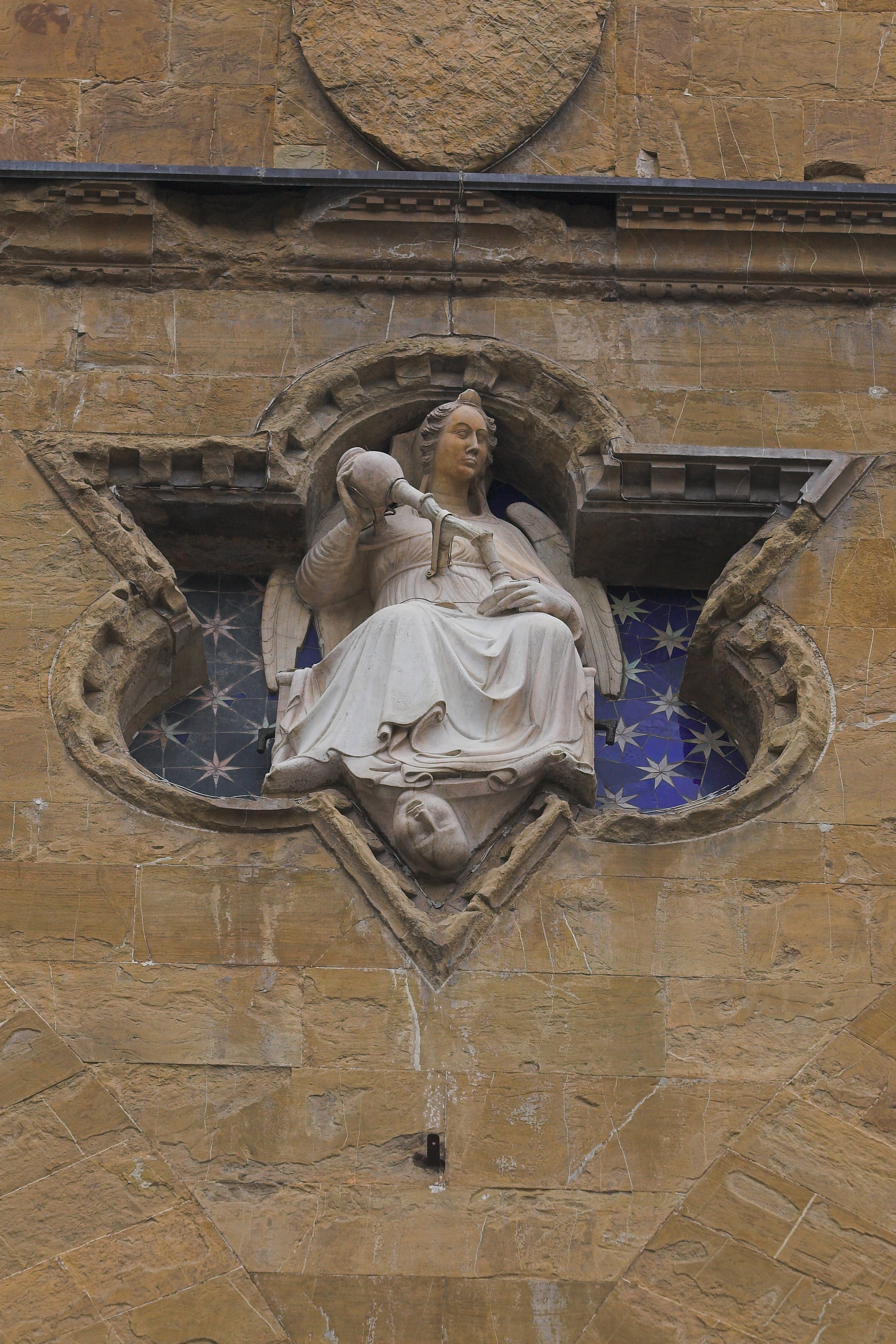
力天使 B
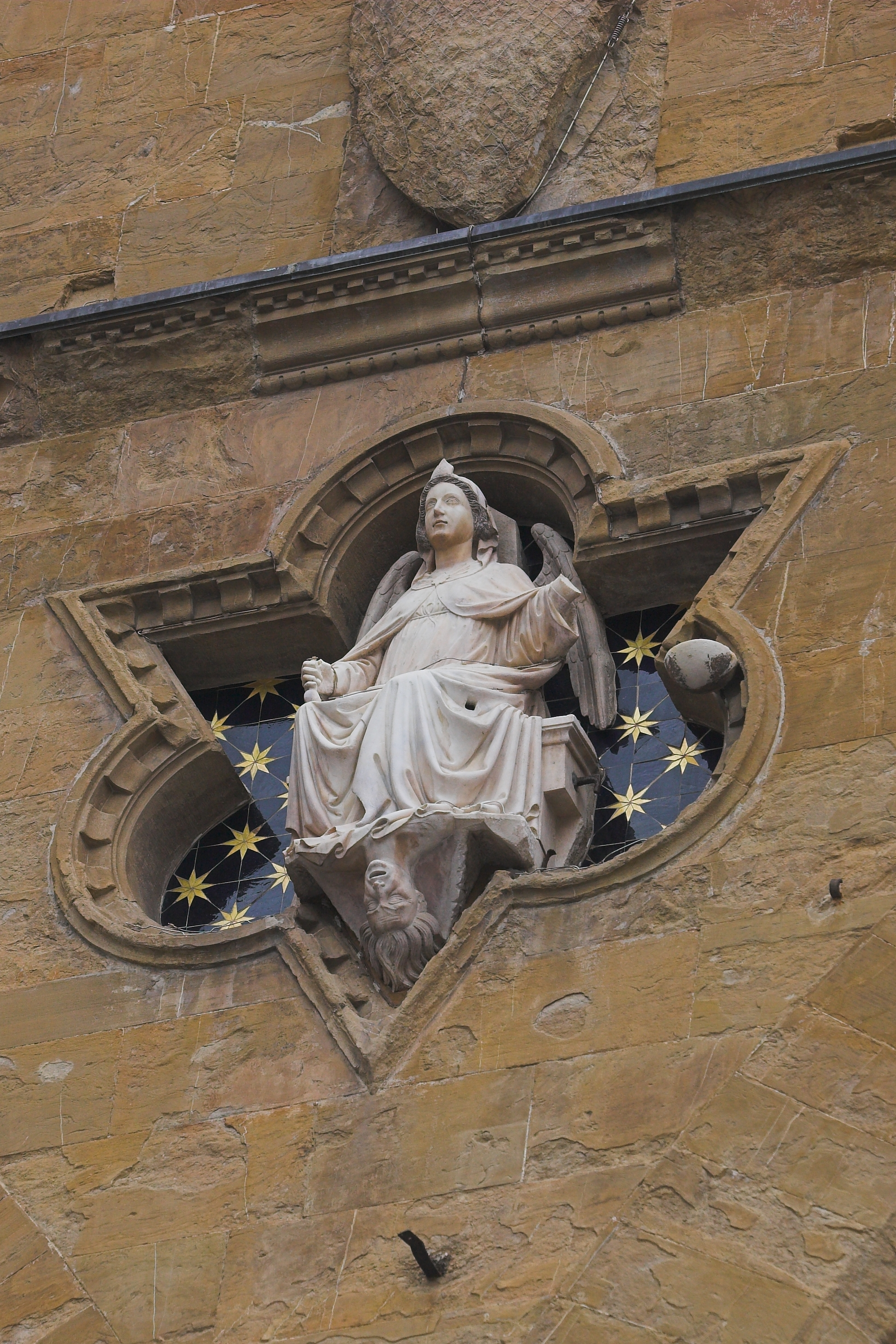
力天使 C
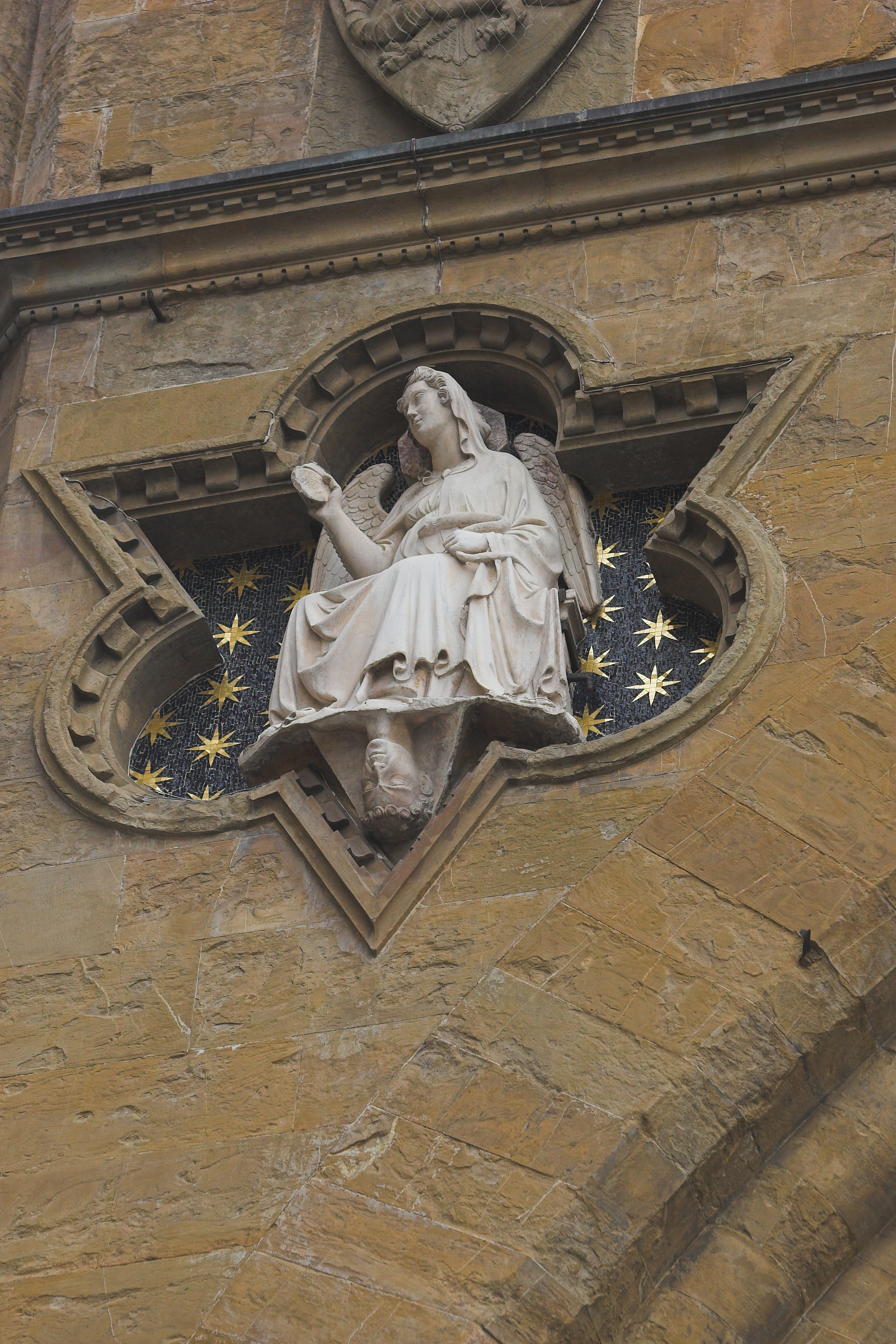
力天使 D

## 彫像

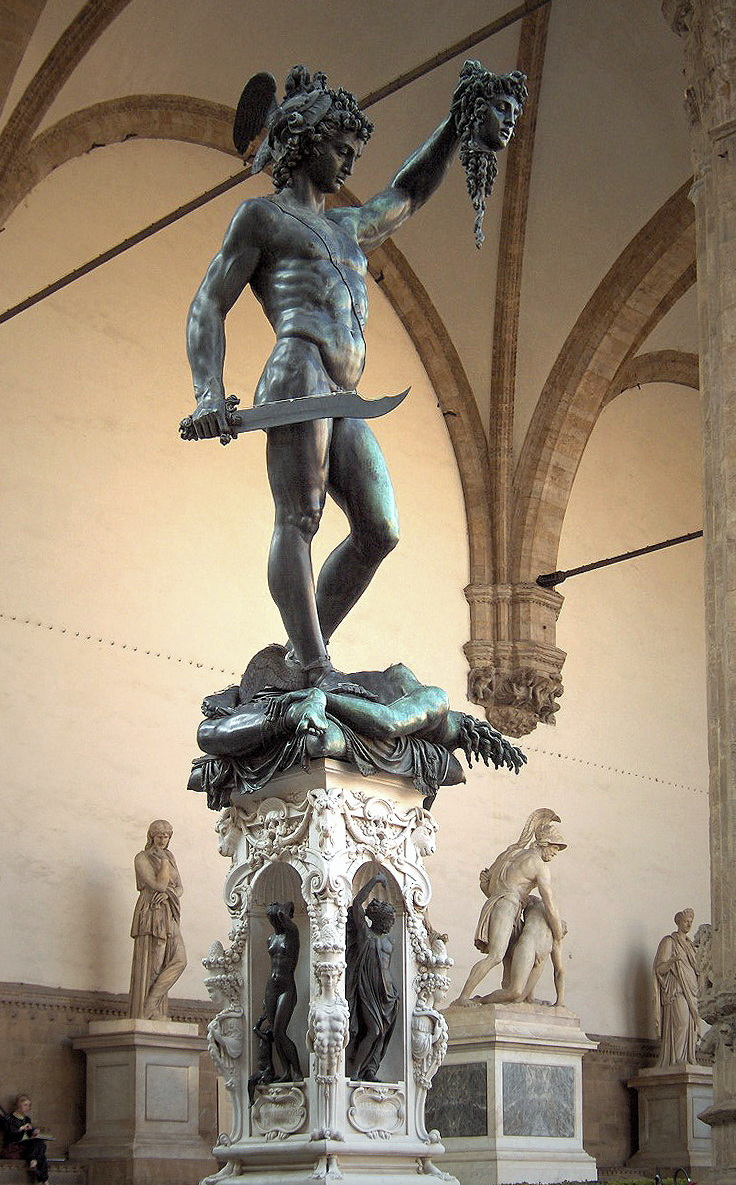
ベンヴェヌート・チェッリーニの「ペルセウス」

左端の区画には、ベンヴェヌート・チェッリーニ作の銅像「ペルセウス」がある。右手に剣を持ち、左手でメドゥーサの首を意気揚々と掲げたギリシア神話の英雄を描いている。均整の取れた筋肉質の体型で、右足に体重をかけて立っている。ペルセウスの表情は沈んでいて、感情を抑制している。メデューサの首からは血が滴り落ちている。派手に装飾された大理石の台座もチェッリーニの作で、四面にユーピテル、メルクリウス、ミネルウァ、ダナエーのブロンズ製小像が配されている。台座に施されたレリーフはペルセウスによるアンドロメダー救出を描いており、バルジェロ美術館にあるものの複製である。
ベンヴェヌート・チェッリーニは1545年から1554年までをこのブロンズ像制作にかけた。蝋で作ったデザインはコジモ1世が直ちに是認した。チェッリーニの自伝によると、彼はこの制作で数々の困難に突き当たり、ほとんど死ぬような目にあった。ブロンズ像の鋳造は数回失敗している。最後に試みたとき、青銅を溶かす炉が加熱しすぎて鋳型に青銅が流れ出なくなった。チェッリーニは自宅の家具を薪とし、200枚のピューター製の皿を炉に供給し、さらに壷や鍋も炉に入れた。こうしてやっと青銅が流れるようになった。ブロンズが冷えると、像は右足の指3本を除いて奇跡的に完成していた。その足指は後から追加したという。

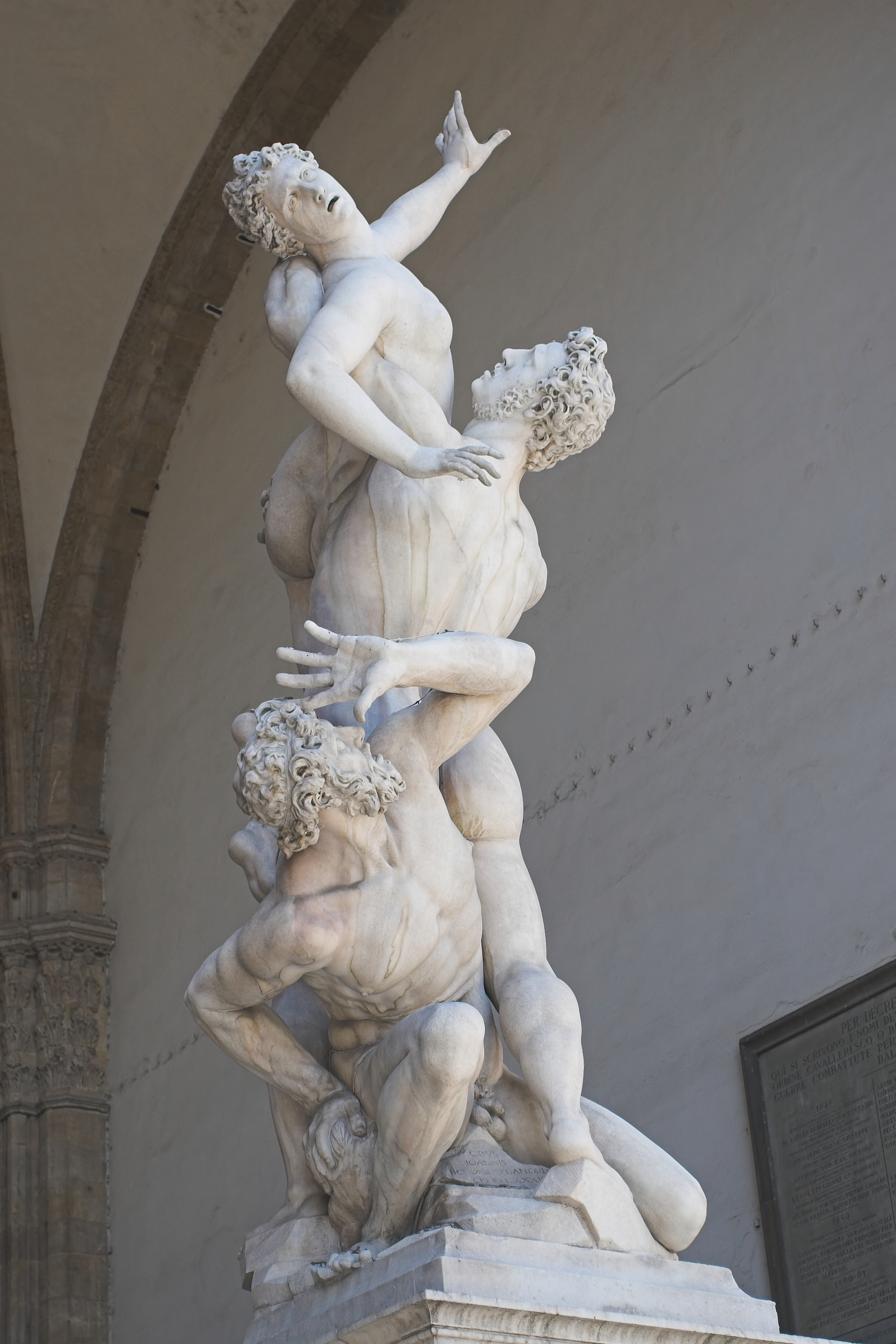
「サビニの女たちの略奪」

右端には、フランドル出身のジャン・ブローニュ、イタリア化したジャンボローニャの名で知られる彫刻家による「サビニの女たちの略奪」というマニエリスムの群像がある。この印象的な作品は、フィレンツェに持ち込まれた過去最大の白い大理石の不完全なブロックから作られた。その原型の小像はアカデミア美術館にある。ジャンボローニャはこの作品で「フィーグラ・セルペンティナータ (figura serpentinata)」、すなわちあらゆる側面からの鑑賞に耐える上に向かうヘビのような螺旋状の動きを持った場面を作ろうとした。ヨーロッパの彫刻史上でも3人以上の群像はこの作品などが最初のものである。大理石の台座もジャンボローニャが作ったもので、同じ主題のブロンズ製レリーフが施されている。この作品は1583年からこのロッジアにある。
その側には、ジャンボローニャのそれほど有名でない大理石像「ケンタウロス・ネッソスを打つヘーラクレース」（1599年）がある。これは1841年にここに移された。この像も1つの白大理石の塊を彫刻したもので、ピエトロ・フランカヴィッラが弟子として制作に参加している。
「パトロクロスを抱きかかえるメネラウス」像はローマで見つかったもので、元々はヴェッキオ橋の南端にあった。この古代ローマの大理石像を復元した別の像がピッティ宮殿にもある。この像は紀元前3世紀のペルガモンで制作されたものをフラウィウス朝時代にコピーしたものである。ピエトロ・タッカ（1640年）が全体をデザインして、それに基づいてルドヴィコ・サルヴェッティが復元した。後にステファノ・リッチ（1830年ごろ）が手を加えている。
「ポリュクセネーの陵辱」という群像は、1865年にピオ・フェンディが制作したものである。

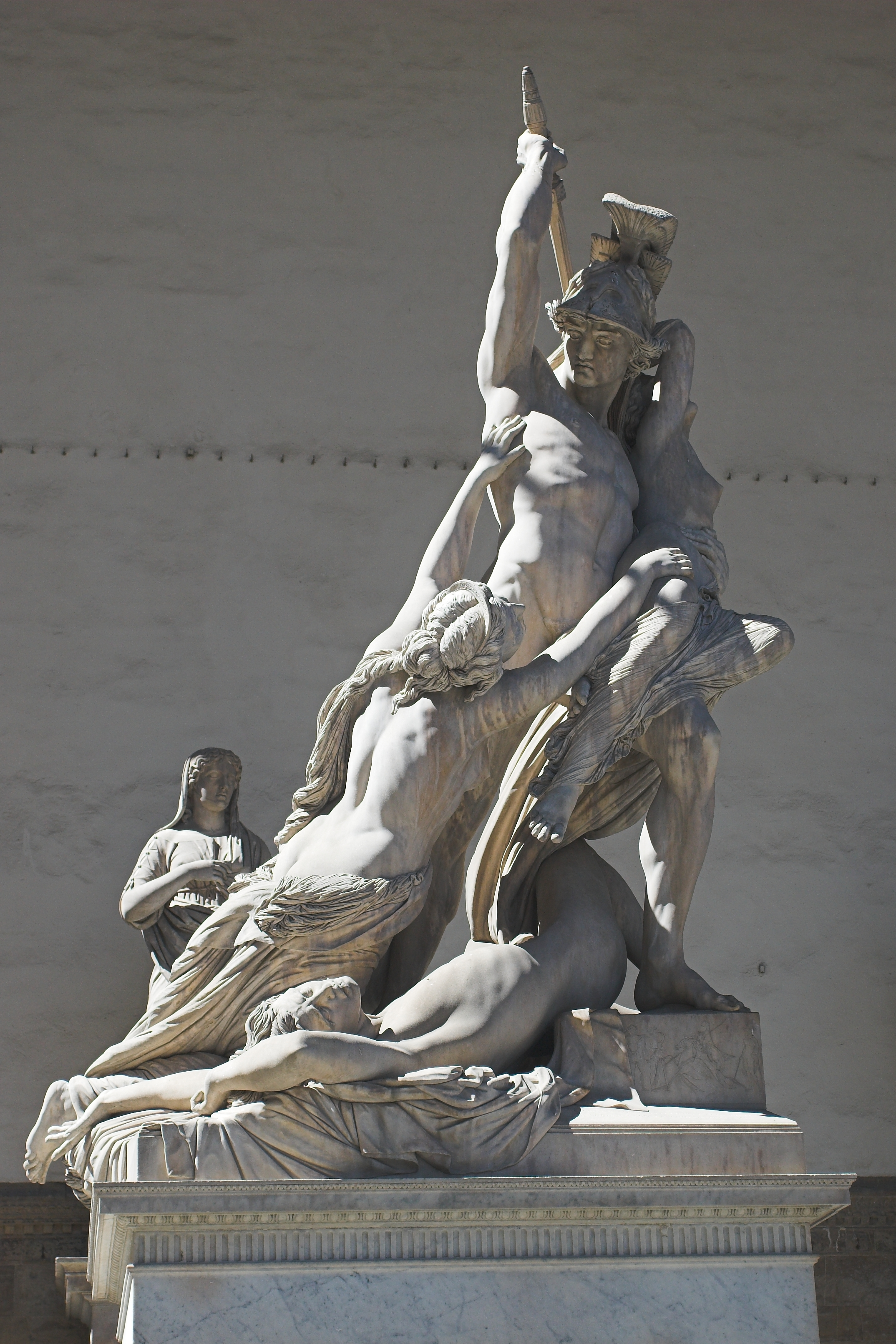
「ポリュクセネーの陵辱」

ロッジアの奥には5体の大理石製女性像がある。このうち3体はマティディア、マルキアナ、小アグリッピナとされている。他にもサビニ人の像やトゥスネルダの像があり、トラヤヌス帝からハドリアヌス帝時代のものとされている。これらは1541年にローマで見つかった。1584年以降はローマのヴィラ・メディチにあったが、1789年にロッジアに移された。いずれも後世の修復の手がかなり入っている。
ミュンヘンのフェルトヘルンハレはロッジア・ディ・ランツィをモデルとして建設されたもので、1923年のミュンヘン一揆でヒトラーがデモ行進した場所として知られている。